# Gynoplistia rubribasis
Gynoplistia rubribasis là một loài ruồi trong họ Limoniidae. Chúng phân bố ở miền Australasia.